# Ilhas Wollaston

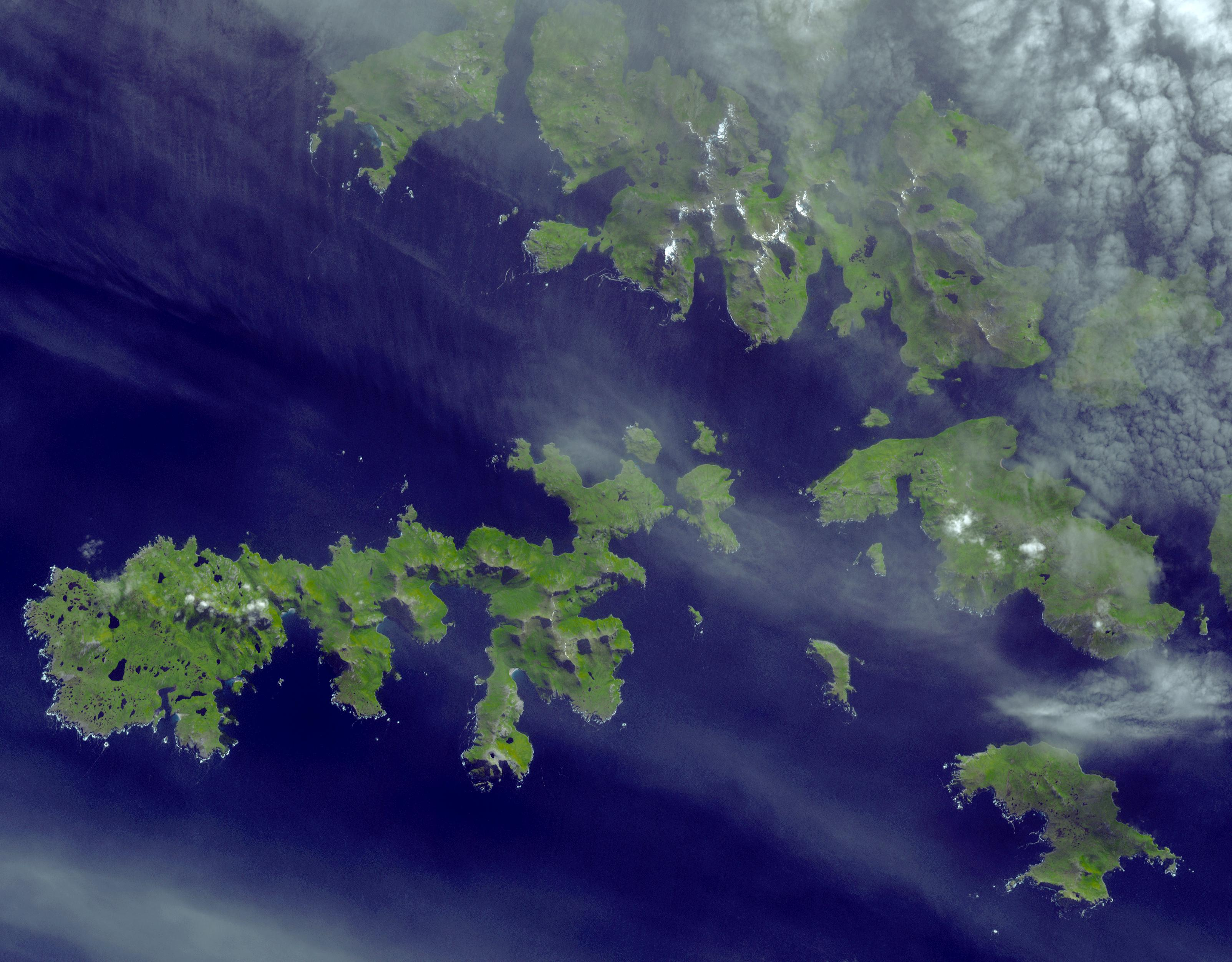
As ilhas Wollaston em imagem de satélite.

As ilhas Wollaston são um arquipélago do extremo sul do Chile e administrativamente correspondem à comuna do Cabo de Horn, na Província da Antártica Chilena, integrante da Região de Magalhães e Antártica. O Falso Cabo Horn fica nas proximidades. Estão imediatamente a norte do Cabo Horn, na passagem de Drake, e a sudoeste das ilhas Picton, Lennox e Nueva. Estão dentro do Parque Nacional Cabo de Hornos.
Por ser a mais alta e a mais extensa, a ilha central dá o nome ao arquipélago. É de contorno muito irregular e é mais elevada que as do grupo Hermite. Na parte norte, eleva-se uma monte de cerca de 580 m; o lado sudoeste da ilha é percorrido por uma cadeia de cerros de entre 420 m e 670 m e na qual se encontra o monte Hyde, de 670 m.